# قناة الرأي
قناة الرأي السورية قناة فضائية سورية خاصة. أسسها في المنطقة الإعلامية الحرة بدمشق العراقي مشعان الجبوري وهو نائب برلماني سابق محكوم عليه غيابيا 15 عاما من قبل المحاكم العراقية بتهمة استيلائه على ملايين الدولارات التي كان قد حصل عليها من عمليات تهريب للنفط العراقي وفق المحكمة.
ترأس مجلس إدارة القناة بعد الثورة الليبية الليبي أحمد الشاطر المقرب من نظام القذافي السابق.
كانت تسمى «قناة الزوراء» وكانت تعرض مقاطع الفيديو عن المسلحين لمهاجمة الجيش الأمريكي في العراق، كما أيدت ومنذ ثورة الشعب الليبي في 17 فبراير العقيد معمر القذافي وهاجمت المعارضين له وقامت ببث رسائله الصوتية بعد فراره واختفائه، إضافة لمهاجمتها الكويت مرارا حيث قامت بعرض استفتاء ذات مرة يُسئل فيه المشاهدين «هل تؤيد غزو الكويت مرة أخرى؟!».
منذ ثورة الشعب الليبي في 17 فبراير استخدم العقيد معمر القذافي القناة للدعاية له ولنظامه وقامت ببث رسائله الصوتية بعد فراره واختفائه عن الساحة في طرابلس. حيث قام بشرائها بمبلغ 25 مليون دولار، معلنا «أنه يشرفه تلقي الأموال من القذافي» كما دعت لإرسال أفراد من عدة بلدان إلى ليبيا للقتال ضد من وصفهم «الصليبيين» والمناوؤين للعقيد معمر القذافي. تم اغلاق بسب ثورة ليبيا و سوريا في عام 2012